# J. Parker Read Jr.
Jonathan Parker Read Jr., dit J. Parker Read Jr., est un producteur et réalisateur américain, né le 23 septembre 1885 à New York et mort le 21 août 1942  à Beverly Hills, en Californie.

## Biographie
Jonathan Parker Read Jr fonde les J. Parker Read Jr. Productions puis devient cofondateur de Associated Producers, Inc. avec notamment Thomas H. Ince, Mack Sennett et Maurice Tourneur.

## Filmographie

### Producteur
- 1916 : Civilisation de Reginald Barker, Thomas H. Ince, Raymond B. West, J. Parker Read Jr.
- 1919 : Sahara d'Arthur Rosson
- 1919 : The Lone Wolf's Daughter de William P. S. Earle
- 1920 : Love Madness de Joseph Henabery
- 1920 : Sex de Fred Niblo
- 1921 : Greater Than Love de Fred Niblo
- 1922 : Pawned de Irvin Willat
- 1923 : La Terreur de la goëlette (The Last Moment)
- 1924 : The Recoil de T. Hayes Hunter

### Réalisateur
- 1913 : Victory
- 1916 : Civilisation
- 1923 : La Terreur de la goëlette (The Last Moment)
- 1923 : His Own Law